# گل‌دوزی‌ها

تصویر جلد کتاب گل‌دوزی‌ها

گل‌دوزی‌ها نام داستان مصور کامیکی است که توسط مرجان ساتراپی نوشته شده‌است. این کتاب در سال ۲۰۰۳ به زبان فرانسه و در سال ۲۰۰۵ به انگلیسی انتشار یافت.